# London City Lionesses
Le London City Lionesses FC est un club féminin de football anglais basé à Dartford. Il évolue actuellement en première division anglaise.

## Histoire
Le club est issu d'une scission avec les Millwall Lionesses en 2019. Il devient alors un club exclusivement féminin.
En 2021-2022, les Lionesses terminent deuxièmes de Championship derrière Liverpool, échouant de peu à être promues en WSL (seule la première équipe y a droit).

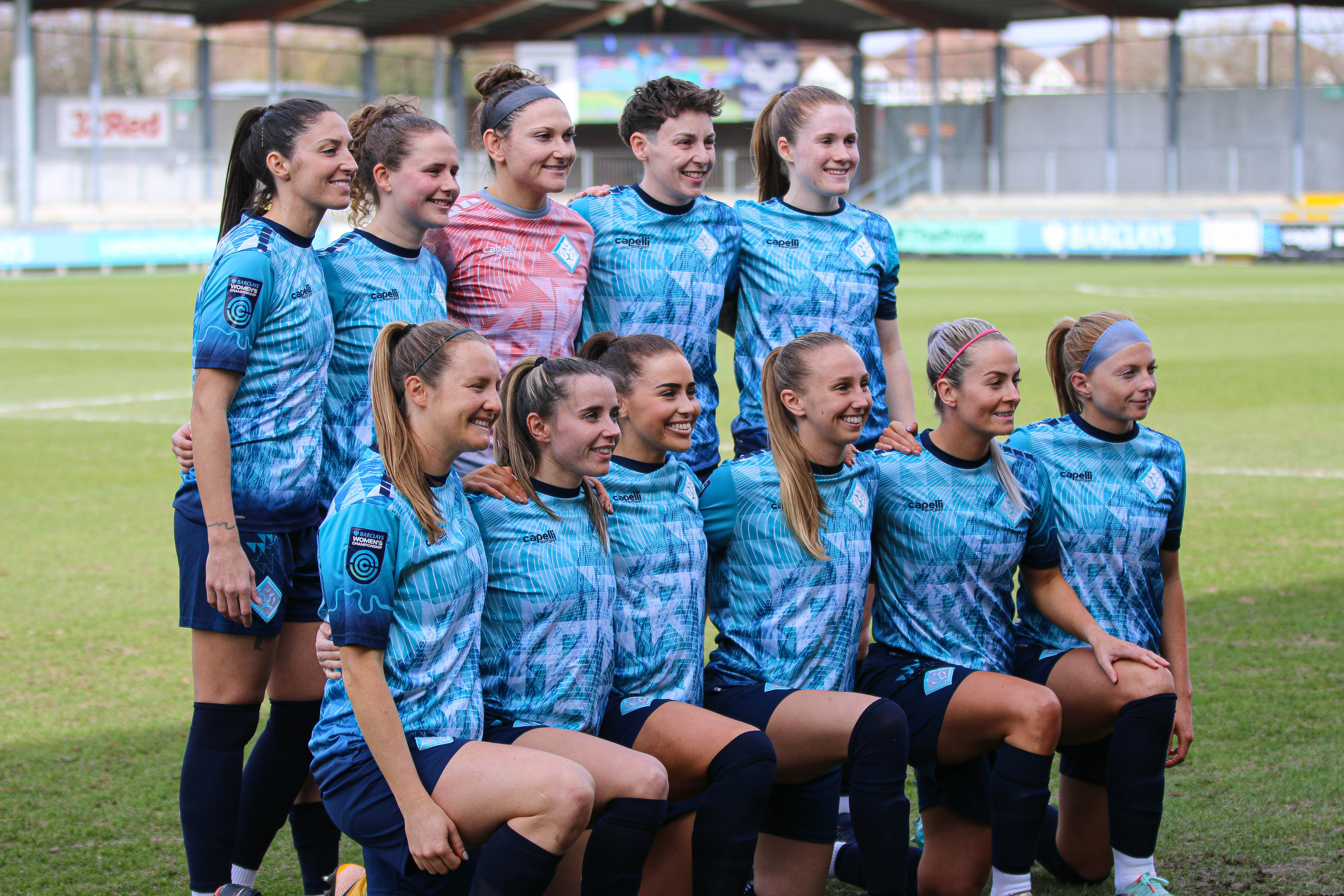
Les London City Lionesses lors d'un match face au Lewes FC le 12 mars 2023.

Lors de la saison 2022-2023, le club est premier en janvier, mais son entraîneure Melissa Phillips quitte son poste pour rejoindre Angel City. Les Lionesses finissent finalement troisièmes, à trois points du champion Bristol City.
À l'intersaison 2023, la situation du club se dégrade, surtout financièrement. Le poste de coach n'est toujours pas pourvu et que les contrats des joueuses ne sont pas renouvelés. Les joueuses s'adressent à la propriétaire Diane Cullighan pour lui demander de vendre le club. Finalement, l'ancienne attaquante internationale et sélectionneuse italienne Carolina Morace est nommée entraîneure. L'effectif est complété, notamment avec le recrutement des internationales irlandaises Ruesha Littlejohn, Grace Moloney et Niamh Farrelly.
En décembre 2023, la femme d'affaires américaine Michele Kang, déjà propriétaire de la franchise de NWSL du Washington Spirit et qui a fait plus tôt dans l'année l'acquisition de l'Olympique lyonnais féminin, octuple champion d'Europe, rachète les London City Lionesses. L'équipe déménage à Bromley. Le club recrute notamment les internationales danoise et suédoise Asllani et Jakobsson.
Au mercato hivernal, le club se renforce encore en recrutant l'internationale japonaise Saki Kumagai.
Les Lionesses remportent le Championship 2024-2025 grâce à un match nul lors de la dernière journée sur la pelouse de leur dauphin, Birmingham City (2-2). Le club est promu pour la première fois en WSL, et devient le seul club indépendant de première division.

## Palmarès
Women's Championship (1) :
- Champion en 2024-2025

## Personnalités notables

### Anciennes joueuses
- Vanessa Susanna
- Jamie-Lee Napier
- Amy Rodgers
- Juliette Kemppi
- Lily Agg
- Kyra Carusa
- Rianna Jarrett
- Hayley Nolan
- Alli Palisch
- Ellie Mason
- Atlanta Primus
- Vyan Sampson
- Elizabeta Ejupi